# Angola nos Jogos Olímpicos de Verão de 2008
Angola participou nos Jogos Olímpicos de Verão de 2008, em Pequim, na China. O país estreou-se nos Jogos em 1980 e esta foi sua 7ª participação.

## Desempenho

### Andebol
Femininos
| Equipe | Fase de Grupos                                                                                       | Fase de Grupos | Quartos-de-final       | Semifinal              | Final                  | Pos. |
| Equipe | Adversário e resultado                                                                               | Pos.           | Adversário e resultado | Adversário e resultado | Adversário e resultado | Pos. |
| --- | --- | -------------- | ---------------------- | ---------------------- | ---------------------- | ---- |
| Ilda Maria Bengue Natalia Maria Bernardo Cristina Direito Branco Elisabeth Jurema Faro Cailo Bombo Madalena Calandula Nair Filipe Pires de Almeida Maria Teresa Neto Joaquim Eduardoi Isabel Sambovo Fernandes Luisa Kiala Maria Rosa da Costa Pedro Maria Odete Sanches Tavares Filomena Jose Trindade | FRA França D 21-32 NOR Noruega D 17-31 CHN China D 24-32 ROU Romênia D 23-28 KAZ Cazaquistão E 24-24 | 6º (gr. A)     | Não avançou            | Não avançou            | Não avançou            | 12º  |

### Atletismo
Masculinos
| Atleta        | Prova    | Eliminatórias | Eliminatórias | Quartos-de-final | Quartos-de-final | Semifinal | Semifinal | Final | Final |
| Atleta        | Prova    | Res.          | Pos.          | Res.             | Pos.             | Res.      | Pos.      | Res.  | Pos.  |
| ------------- | -------- | ------------- | ------------- | ---------------- | ---------------- | --------- | --------- | ----- | ----- |
| João N'Tyamba | Maratona |               |               |                  |                  |           |           | DNF   | DNF   |

### Basquetebol
Masculinos
| Equipe | Fase de grupos                                                                                             | Fase de grupos | Quartos-de-final       | Semifinal              | Final                  | Pos. |
| Equipe | Adversário e resultado                                                                                     | Pos.           | Adversário e resultado | Adversário e resultado | Adversário e resultado | Pos. |
| --- | --- | -------------- | ---------------------- | ---------------------- | ---------------------- | ---- |
| Olimpio Cipriano Armando Costa Carlos Morais Milton Barros Luis Costa Vladimir Geronimo Joaquim Gomes Felizardo Ambrosio Abdel Aziz Moussa Carlos Almeida Leonel Paulo Eduardo Mingas | GER Alemanha D 66-95 USA Estados Unidos D 76-97 CHN China D 68-856 GRE Grécia D 61-102 ESP Espanha D 50-98 | 6º (gr. B)     | Não avançou            | Não avançou            | Não avançou            | 12º  |

### Canoagem de velocidade
Masculinos
| Fortunato Luís Pacavira | C-1 500 m  | 2:13.265 | 8   | Não avançou | Não avançou | Não avançou | Não avançou |             |             |             |             |
| Fortunato Luís Pacavira | C-1 1000 m | 4:39.538 | 7 Q | 4:40.697    | 9           | Não avançou | Não avançou | Não avançou | Não avançou | Não avançou | Não avançou |

### Natação
Masculinos
| Atleta                     | Prova          | Eliminatórias | Eliminatórias | Semifinal   | Semifinal     | Final       | Final         |
| Atleta                     | Prova          | Tempo         | Classificação | Tempo       | Classificação | Tempo       | Classificação |
| -------------------------- | -------------- | ------------- | ------------- | ----------- | ------------- | ----------- | ------------- |
| Joao Luís Cardoso Matias   | 100 m mariposa | 57.06         | 63º           | Não avançou | Não avançou   | Não avançou | Não avançou   |
| Ana Crysna da Silva Romero | 50 m livres    | 29.06         | 65º           | Não avançou | Não avançou   | Não avançou | Não avançou   |

### Voleibol de praia
Masculinos
| Atleta                         | Fase de grupos | Fase de grupos | Ronda dos 16           | Quartos-de-final       | Semifinais             | Final                  |
| Atleta                         | Adversário e resultado                                                                                                | Pos.           | Adversário e resultado | Adversário e resultado | Adversário e resultado | Adversário e resultado |
| ------------------------------ | --- | -------------- | ---------------------- | ---------------------- | ---------------------- | ---------------------- |
| Emanuel Fernandes Morais Abreu | BRA Ricardo/Emanuel D 0 - 2 (8-21, 13-21) AUS Schacht/Slack D 0 - 2 (15-21, 9-21) GEO Geor/Gia D 0 - 2 (14-21, 13-21) | 4º (gr. C)     | Não avançou            | Não avançou            | Não avançou            | Não avançou            |

Legenda
| Recorde mundial      | Recorde mundial (World record)               |                       | Recorde africano                      | Recorde africano (African) |                                           | Q | Classificado por posição (Qualified) |
| Recorde olímpico     | Recorde olímpico (Olympic record)            | Recorde da América    | Recorde da América (Americas)         | q                          | Classificado por melhor tempo (Qualified) |   |                                      |
| Melhor marca do ano  | Melhor marca do ano (World leading)          | Recorde asiático      | Recorde asiático (Asian)              | DNS                        | Não largou (Did not start)                |   |                                      |
| Recorde nacional     | Recorde nacional (National record)           | Recorde europeu       | Recorde europeu (European)            | DNF                        | Não terminou (Did not finish)             |   |                                      |
| Recorde pessoal      | Recorde pessoal do atleta (Personal best)    | Recorde da Oceania    | Recorde da Oceania (Oceania)          | DSQ / DQ                   | Desclassificado (Disqualified)            |   |                                      |
| Recorde da temporada | Recorde da temporada do atleta (Season best) | Recorde sul-americano | Recorde sul-americano (South America) | NM                         | Sem marca (No mark)                       |   |                                      |